# Comuna Hadsten
Hadsten (Hadsten Kommune) a fost o comună din comitatul Århus Amt, Danemarca, care a existat între anii 1970-2006. Comuna avea o suprafață totală de 139 km² și o populație de 12.982 de locuitori (în 2014), iar din 2007 teritoriul său face parte din comuna Favrskov.
1. ↑   https://www.retsinformation.dk/eli/lta/1970/62 Lipsește sau este vid: |title= (ajutor)